# Escobaria orcuttii
Escobaria orcuttii là một loài thực vật có hoa trong họ Cactaceae. Loài này được Boed. mô tả khoa học đầu tiên năm 1933.